# Bartosz Zbaraszczuk
Bartosz Zbaraszczuk (ur. 7 sierpnia 1975 w Sulechowie) – polski prawnik i urzędnik administracji podatkowej, w latach 2022–2023 sekretarz stanu w Ministerstwie Finansów i Szef Krajowej Administracji Skarbowej,  funkcjonariusz Służby Celno-Skarbowej w stopniu Inspektora.

## Życiorys
W 1999 ukończył studia prawnicze na Wydziale Prawa i Administracji Uniwersytetu Mikołaja Kopernika w Toruniu. Kształcił się podyplomowo w zakresie prawa podatkowego (2009) oraz zarządzania służbami podatkowymi (2011). Uzyskał także uprawnienia audytora wewnętrznego wydane przez ministra finansów oraz certyfikat Certified Government Auditing Professional wydany przez Instytut Audytorów Wewnętrznych. Został również członkiem komisji egzaminacyjnej dla doradców podatkowych.
Od 2000 związany zawodowo z administracją fiskalną. Był zatrudniony w Izbie Skarbowej w Zielonej Górze, odpowiadając za audyt i orzecznictwo. W latach 2007–2014 pozostawał naczelnikiem Urzędu Skarbowego w Krośnie Odrzańskim, następnie od 2014 do 2019 był wicedyrektorem zielonogórskiej Izby Skarbowej, odpowiedzialnym za analizy i zwalczanie przestępczości ekonomicznej. Od 2019 do 2020 kierował Departamentem Nadzoru nad Kontrolami w Ministerstwie Finansów. W maju 2020 objął natomiast stanowisko dyrektora izby administracji skarbowej w Warszawie.
Od lipca 2021 funkcjonariusz Służby Celno-Skarbowej.
W latach 2022–2023 sekretarz stanu w Ministerstwie Finansów oraz szef Krajowej Administracji Skarbowej.
Od 2023 pełni służbę na stanowisku starszy ekspert Służby Celno-Skarbowej w Izbie Administracji Skarbowej w Zielonej Górze.

## Awanse
starszy rachmistrz: 19 lipca 2021
 aspirant: 21 września 2021
 starszy aspirant: 1 grudnia 2021
 podkomisarz: 4 lipca 2022
 nadkomisarz: 21 września 2022
 młodszy inspektor: 11 listopada 2022
 inspektor: 3 maja 2023

## Odznaczenia
- Brązowy Medal za Zasługi dla Policji (2023)[7]